# Catasticta teutila teutila
Catasticta teutila subsp. teutila es una mariposa de la familia Pieridae.

## Descripción
En las alas anteriores margen costal levemente curvo, ápice redondo, margen discal curvo, torno redondo y margen anal casi recto.  En las alas posteriores margen costal convexo, al igual que el margen distal y anal. Las alas anteriores y posteriores el fondo es de color negro. En el margen distal o externo se notan unos cuantos pelos blancos intervenales. En la región submarginal con una serie de puntos difusos blancos tanto en el ala anterior como posterior. En las alas posteriores en su vista dorsal en el margen distal presenta lúnulas con pelos blancos. Y en las alas anteriores y posteriores presentan una banda en la región media o discal. Ventralmente las alas anteriores son de color negro, presenta una franja blanca en la región media o discal y dos manchas postdiscales entre las venas R2 y R3+4+5 y M1 y M2. También una serie de manchas blancas submarginales y series de líneas anaranjadas en la región marginal que se van desapareciendo en la vena Cu2. En las alas posteriores el fondo es de color negro claro presenta lúnulas blancas que se extienden en líneas anaranjadas en la región marginal hacia la región submarginal. En la región submarginal presenta también líneas en forma de hipérbolas de color blanco; en el lado convexo presenta puntos anaranjados y manchas negras intervenales. En la región mediana o discal presenta banda formada de varias manchas blancas indistintas. En la región submediana se observan manchas anaranjadas. Cerca de la vena humeral se localiza un punto rojo.  Las antenas, cabeza, tórax y abdomen son de color negro. Ventralmente las antenas cabeza y totas son de color negro y el abdomen es de color blanco. La expansión alar va de 45 a 50 mm.

## Distribución
Centro de México (De Jalisco a Veracruz), en los estados de Jalisco, Michoacán, Guerrero , Morelos, Oaxaca , Chiapas, Veracruz, Hidalgo, Puebla, San Luis Potosí, Querétaro, México, y Distrito Federal.

## Hábitat
C. teutila teutila Hoffmann habita en tierras frías y templadas del centro y del sur. Se registra esta especie a altitud de 1718 m s. n. m. en San Juan Coatzóspam (Loma de la Plaza), en la Sierra Mazateca en Bosque Mesófilo de Montaña. Por otra parte se tienen registros en los alrededores del valle de México, en lo que destacan las localidades como el Bosque de Chapultepec, Los Dinamos, Coyoacán, Desierto de los Leones, Amecameca, Atlauta. Y en Morelos, Cuernavaca. La especie vuela cerca de su planta de alimentación que es el Phoradendron velutinum (muérdago).

## Estado de conservación
No está enlistada en la NOM-059, ni tampoco evaluada por la UICN. 